# 丸新
有限会社丸新（まるしん）は、和歌山県新宮市に拠点を置く駅弁調製・レストラン・結婚式場を営む企業。

## 概要
1964年創業。
売店は新宮駅・紀伊勝浦駅・熊野市駅の構内およびジャスコ新宮店（現イオン新宮店）内に出店している。
総合結婚式場「鹽竈殿」を運営。

## 主な商品
めはり寿司
紀伊半島の郷土料理だったものを基にした商品。ごはんを高菜で包んだもの。
さんま鮨
冬に熊野灘で獲れるさんまを使った寿司。他にさんまを使った「さんまかばやき丼」という商品もある。